# ГПЧЕ „Йоан Екзарх“
Пета гимназия с преподаване на чужди езици „Йоан Екзарх“ е училище в град Варна. От 1994 година гимназията е със статут на езикова гимназия с изучаване на английски, немски и френски език.

## История
През 1956 г. се открива Пето средно училище. Негов директор е Любен Захариев. За сграда е определен корпусът на Икономическия техникум (сегашното ОУ „Д.Дебелянов“). През 1958 г. училището е преобразувано в гимназия с основно училище в обща сграда с Трета гимназия, а от следващата година е профилирано в политехника и приема името на Димитър Полянов. От 1972/73 г. училището е преместено в сградата на Девическата гимназия, където остава до 1978 г. През учебната 1978/79 г. Пета политехническа гичназия и ОУ „Г.С.Раковски“ се обединяват в Пето ЕСПУ „Д.Полянов“. От тази година гимназията се помещава в сегашната си сграда в кв. „Чайка“. Традицията за по-интензивно изучаване на чужди езици се утвърждава от учебната 1983/84 г. с разкриването на паралелки с разширено изучаване на английски, немски и френски език. Приемът им продължава до 1992 г. От 1985 г. се създава УПК по професията „Помощник-възпитател в детско заведение“. УПК просъществува до 1992 г. и през осемте години са се дипломирали 622 ученички. От 1987/88 г. се сформира Спортен интернат по футбол. До 1990 г., когато Интернатът е прехвърлен към Средно спортно училище, са сформирани и се обучават общо 5 паралелки. През 1991/92 г. Пето ЕСПУ престава да съществува и отново се обособяват ОУ „Г.С.Раковски“ и Пета гимназия с 4-годишен срок на обучение. От 26 май 1994 г. гимназията се преобразува в Пета гимназия с преподаване на чужди езици „Йоан Екзарх“.

## Обучение
Обучението в гимназията трае четири години, тъй като 8 клас се смята за подготвителен.

## Ръководство
Настоящ директор е Галина Германова.

## Празници и изяви
Пета езикова гимназия организира следните празници и изяви:
- Празник на гимназията

Всяка година на 11. май по случай празника на гимназията ученици и учители подготвят богата концертна програма. В традиция се превръща и празничния благотворителен коктейл.
- Коледен благотворителен концерт

Традиционният Коледен благотворителен концерт дава израз на идеите и талантите на учениците от гимназията. Сумите, събрани от него, се предоставят на различни варненски домове за отглеждане на деца и юноши.
- През 2006 година се навършиха 50 години от създането на гимназията.

## Награди
През 1998 и 2002 година ГПЧЕ „Йоан Екзарх“ става носител на престижната награда „Варна“ за „учителски колектив на годината“ за средните училища. През 2002 г. д-р Файт Зорге, преподавател в гимназията, е удостоен със същата награда като „учител на годината по чужд език“.
През 2003 г. Европейската комисия по образование и култура връчва на Пета езикова гимназия Европейски езиков знак за иновативни методи на обучение по чужди езици. Сертификатът е подписан от г-жа Вивиан Рединг – еврокомисар по образование и култура. Пета езикова гимназия става първото българско училище удостоено с тази престижна награда.